# Олинек (річка)
Олинек, Оліньок — річка в Україні, у Могилів-Подільському районі Вінницької області, ліва притока Дністра (басейн Чорного моря).

## Опис
Довжина річки приблизно 9 км. Висота витоку над рівнем моря — 156 м, висота гирла — 132 м, падіння річки — 24 м, похил річки — 2,67 м/км, площа басейну - 20,5 км².

## Розташування
Бере початок на південно-західній стороні від села Оленівка. Тече переважно на південний схід через село Яруга і впадає в річку Дністер.

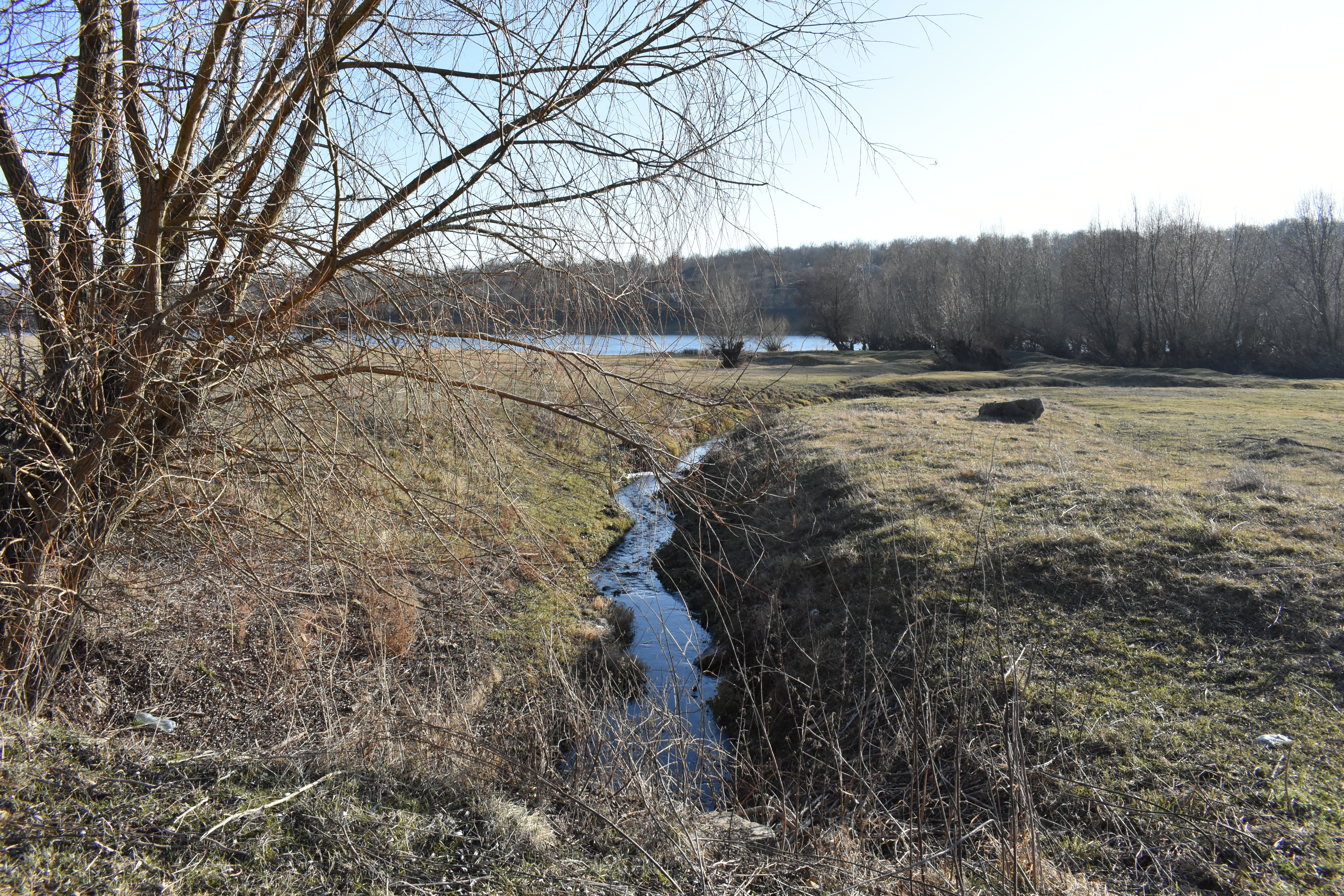
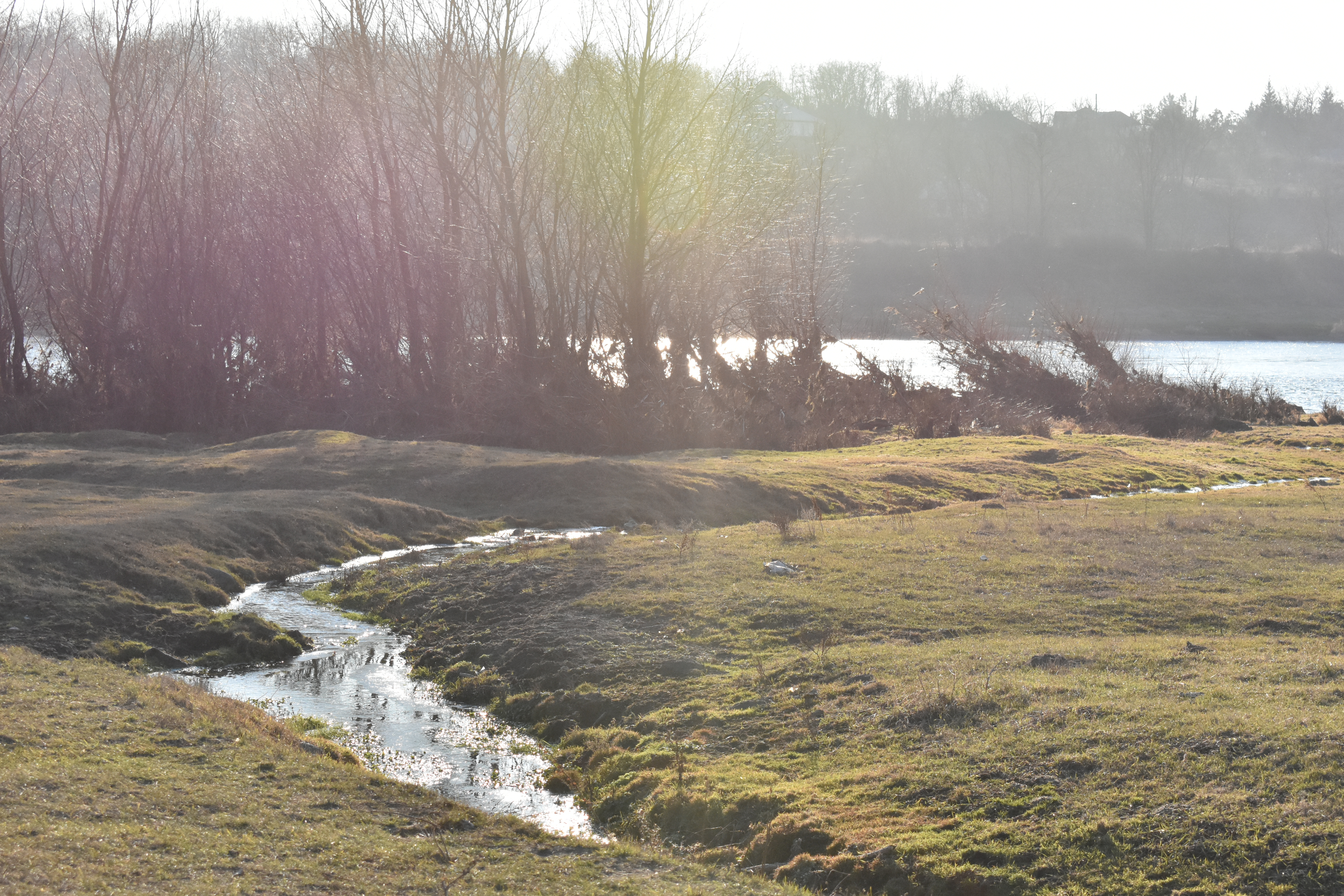
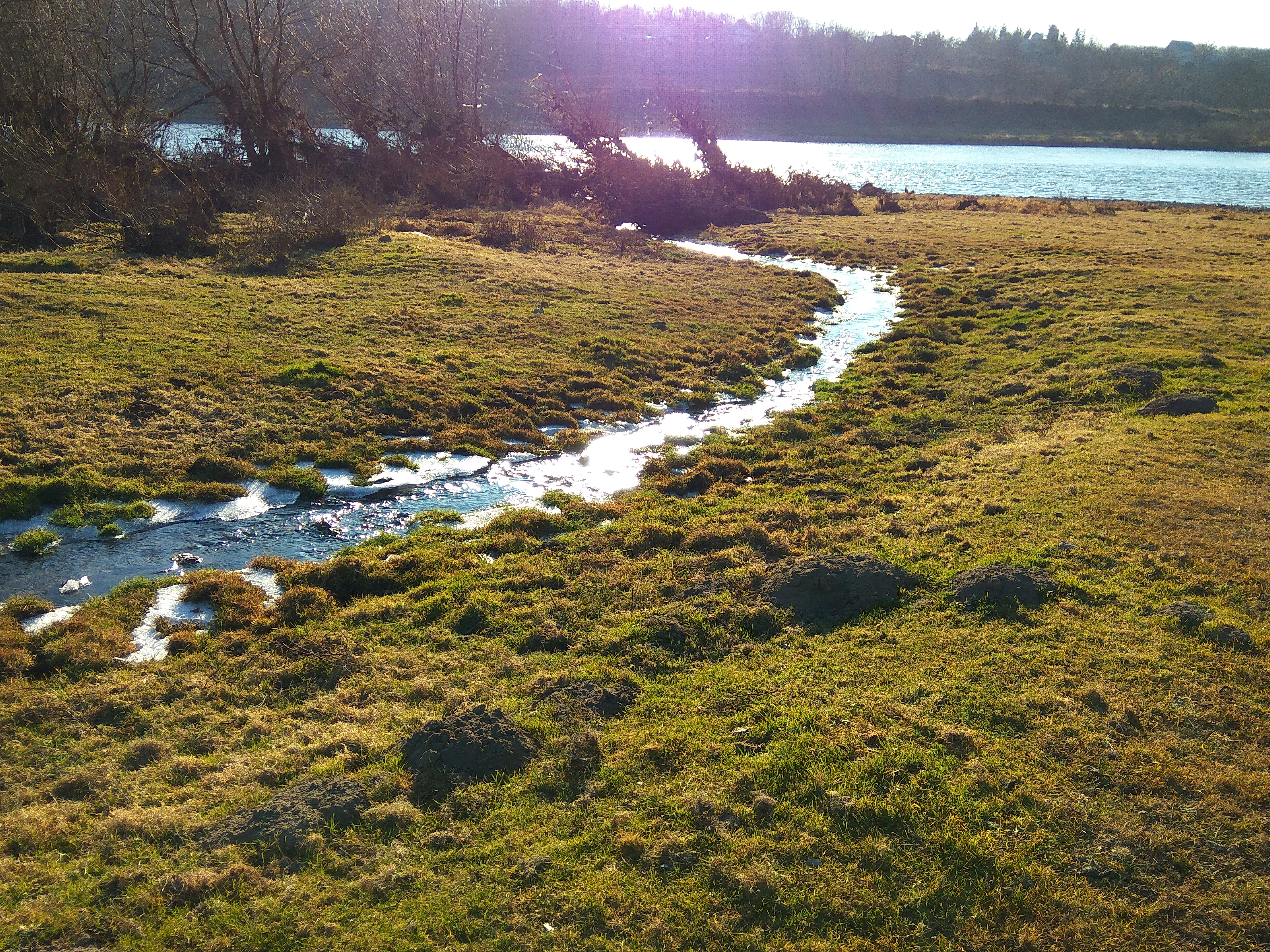
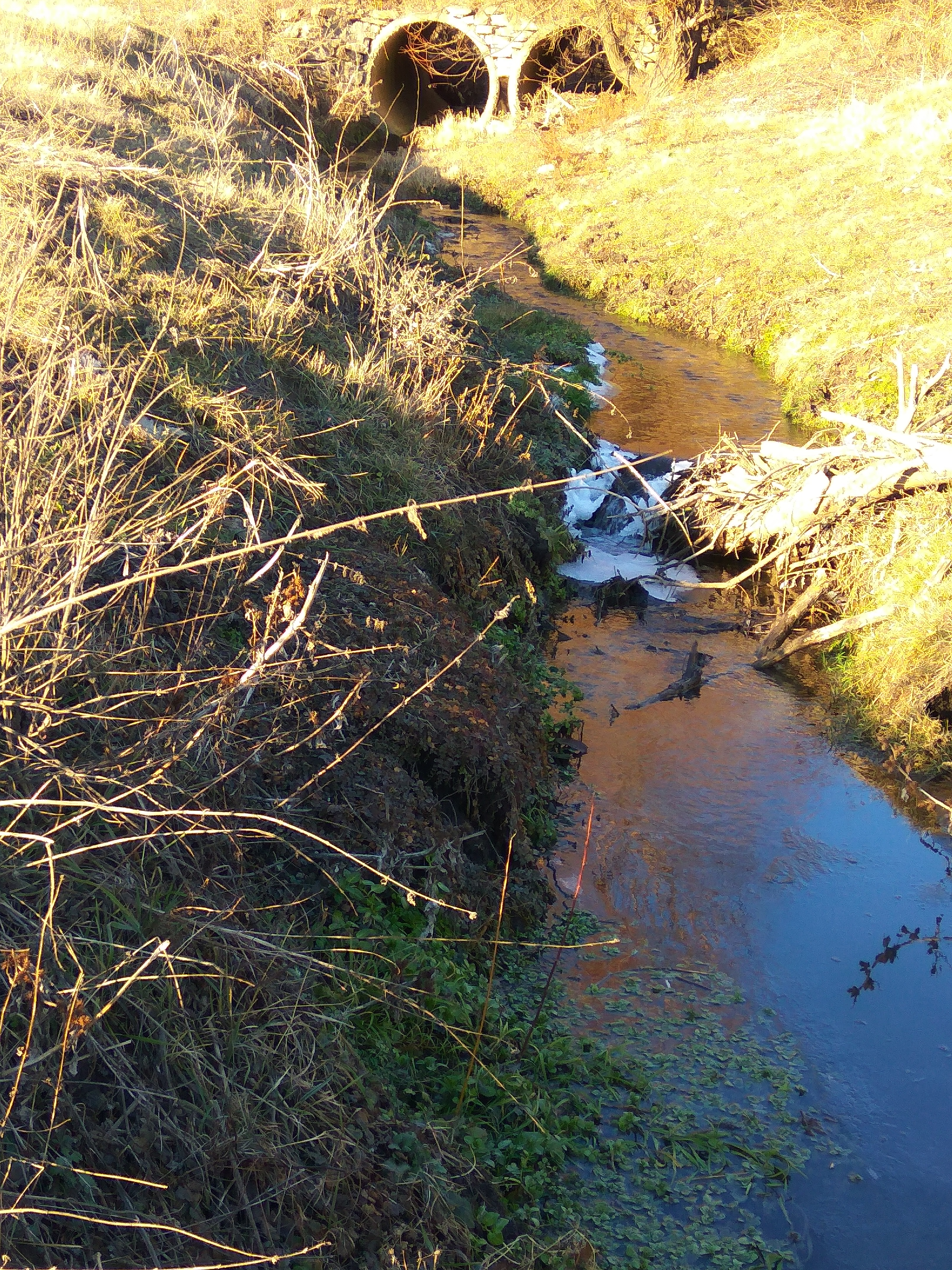
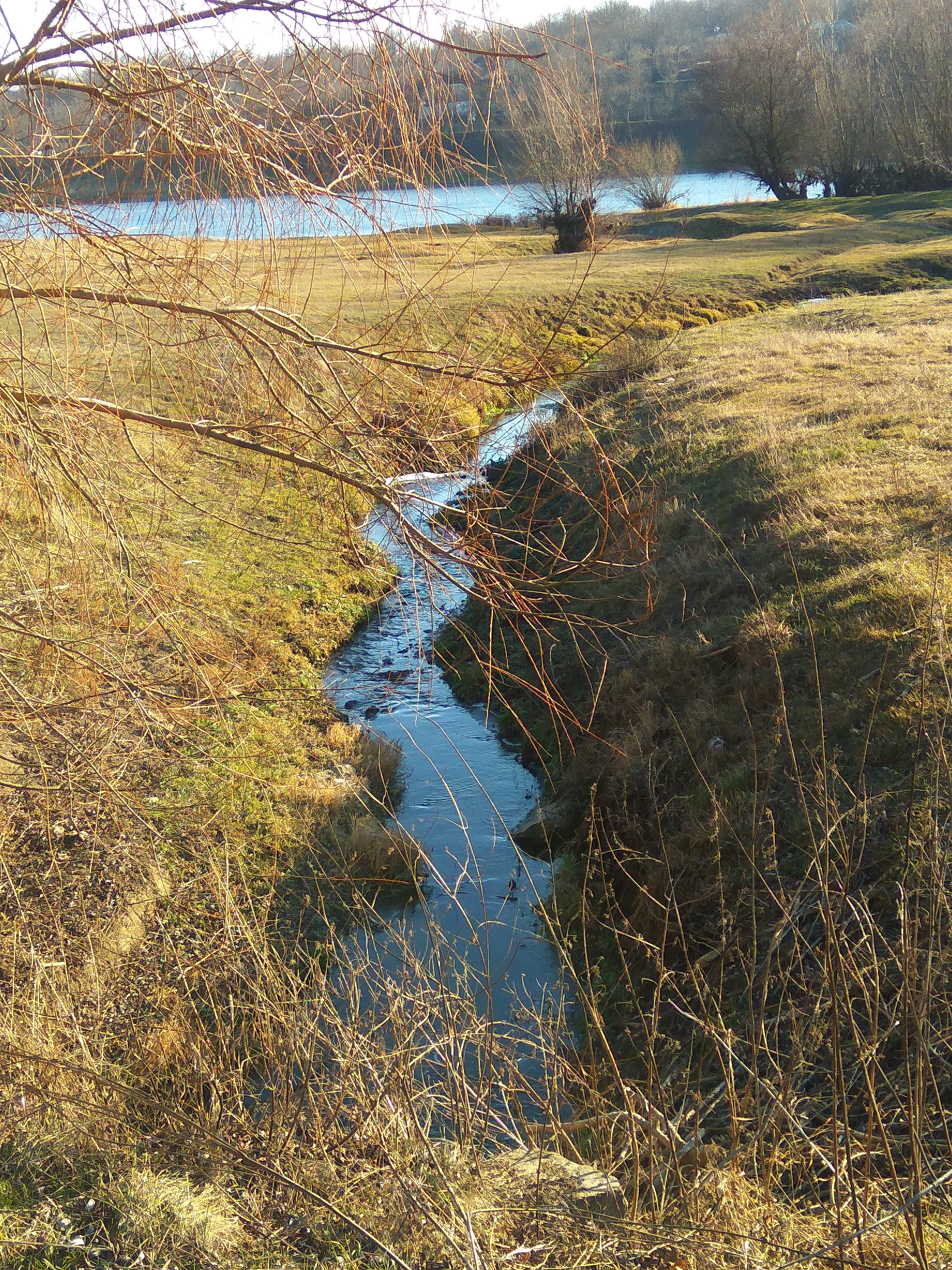
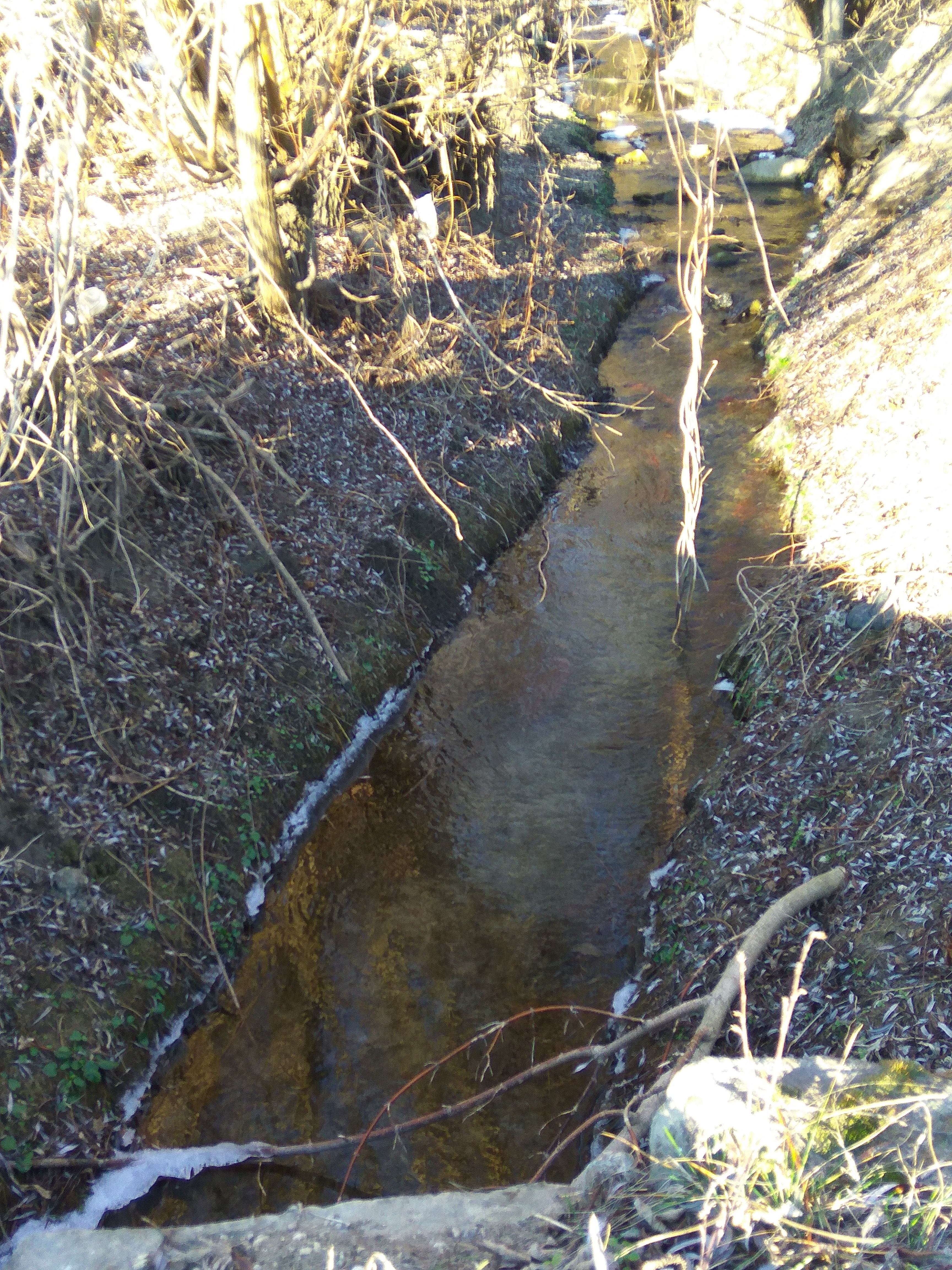
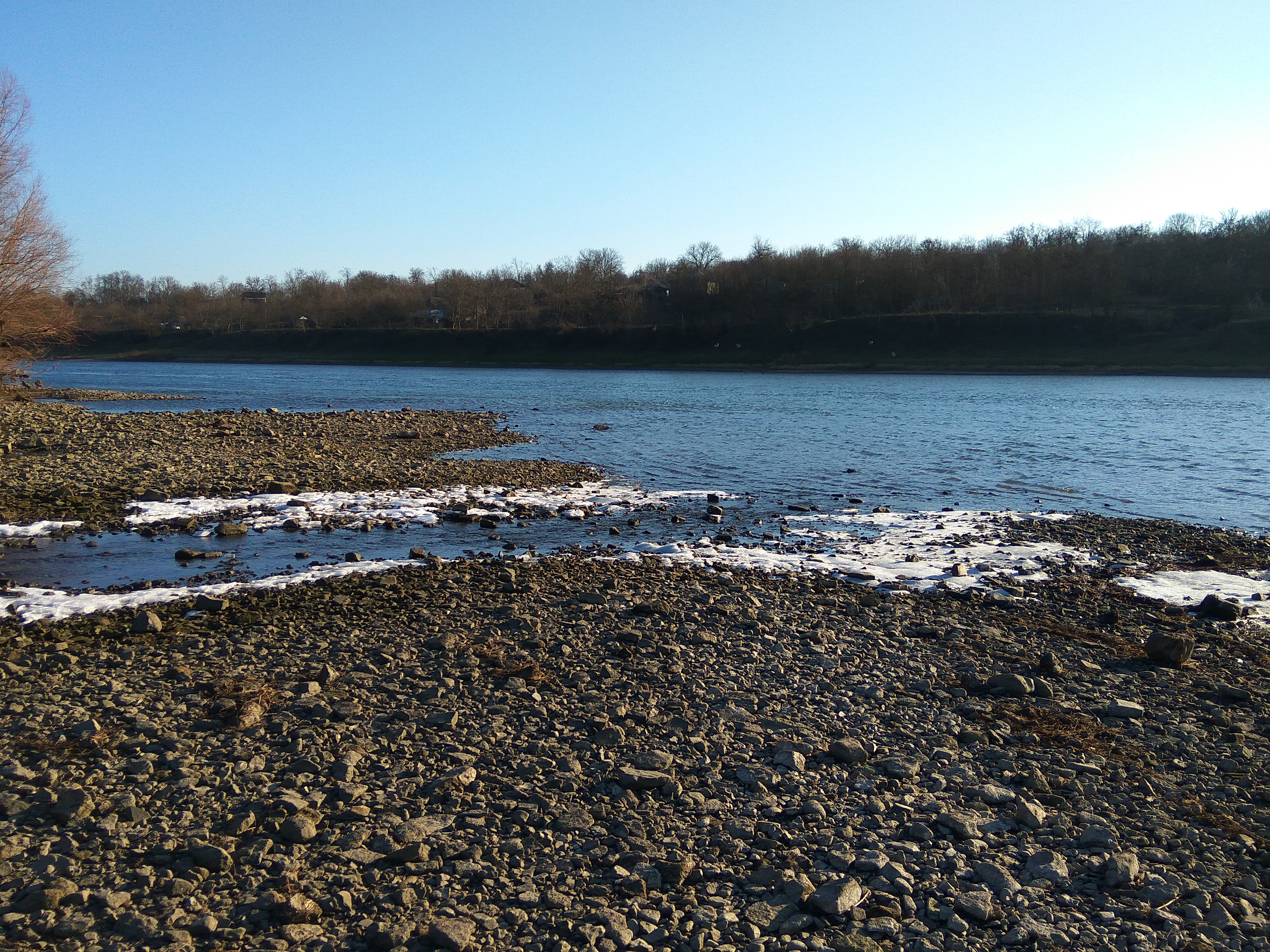